# Otto Clemen

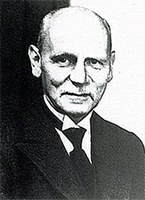
Otto Clemen

Otto Konstantin Clemen (* 30. Dezember 1871 in Grimma; † 9. Mai 1946 in Zwickau) war ein deutscher evangelisch-lutherischer Theologe, Pädagoge, Historiker und Bibliothekar. Er wurde vor allem durch seine Studien zu Martin Luther und zur Reformation bekannt.

## Leben
Clemen war der Sohn des Oberkirchenrats und Lehrers an der Fürstenschule Grimma August Clemen (1838–1920) und dessen Ehefrau. Der Kunsthistoriker Paul Clemen (1866–1947) und der Theologe Carl Clemen (1865–1940) waren seine älteren Brüder.
Er besuchte die Fürstenschule Grimma und studierte an den Universitäten Tübingen, Berlin und Leipzig Evangelische Theologie. In Leipzig wurde er 1896 mit einer Dissertation über Johann Pupper von Goch zum Dr. phil. promoviert. Im selben Jahr wurde er am Gymnasium in Zwickau Oberlehrer und 1924 dessen Konrektor. Von 1923 bis 1939 leitete er die Ratsschulbibliothek. Erst 1928 wurde er zum Honorarprofessor für Kirchengeschichte an der Universität Leipzig ernannt. Er war ab 1941 Mitglied der Sächsischen Akademie der Wissenschaften.
1897 heiratete er in Köhra bei Leipzig Susanne Barth, Tochter des Sanitätsrats Hermann Otto Barth und der Constanze Emilie Petzsch in Lindhardt; sie hatten fünf Kinder.

## Werk
Clemens Name ist bis heute vor allem mit einer Ausgabe der Werke Martin Luthers verbunden. Diese sogenannte Bonner Ausgabe oder nach ihm Clemensche Ausgabe unter Mitwirkung von Albert Lietzmann erschien in erster Auflage von 1912 bis 1933. Die ersten vier Bände, erschienen 1912/13, bieten eine Auswahl von Luthers Schriften, die jeweils vollständig wiedergegeben sind; in den Bänden 5–8 finden sich ausgesuchte Texte von Vorlesungen, Briefen, Predigten und Tischreden. Die Ausgabe und ihre Anmerkungen sind nach Ansicht von Bernhard Lohse zuweilen der WA überlegen.
Für die Weimarer Ausgabe bearbeitete er die elf Bände der Abteilung „Briefe“ (1930–1948).
Clemen schöpfte aus dem einzigartigen Altbestand der Ratsschulbibliothek mit ihren zahlreichen Unikaten und gab Flugschriften und Kleinschriften der Reformationszeit in den Reihen Kleine Texte für Vorlesungen und Übungen und Kirchengeschichtliche Quellenhefte heraus. Für die zweite Auflage von Religion in Geschichte und Gegenwart verfasste er etwa 150 biographische Artikel.
Seine zahlreichen Veröffentlichungen zu Luther und insbesondere zu weniger bekannten Personen seines Umfelds erschienen verstreut in Zeitschriften und wurden erst ab 1985 als Kleine Schriften zur Reformationsgeschichte zusammen herausgebracht.
Clemens lange Publikationsliste (die Bibliographie listet über 900 Titel auf) umfasst aber auch Ausgaben anderer Schätze der Ratsschulbibliothek als Zwickauer Faksimiledrucke, Schriften mit Bezug zu Zwickau, wie einen Führer durch Zwickau (1926), und Einführungen zu Bildmappen, etwa von Albrecht Dürer, Anselm Feuerbach und Eduard Gebhardt.